# 4 Pułk Dragonów (Imperium Rosyjskie)
4 pułk dragonów (ros. 4-й драгунский Новотроицко-Екатеринославский генерал-фельдмаршала князя Потемкина-Таврического полк) – oddział kawalerii okresu Imperium Rosyjskiego.

## Charakterystyka
Pułk sformowany został w 1708. Stacjonował między innymi w m. Szczuczyn.

 W przededniu I wojny światowej pułk etatowo posiadał sześć szwadronów. W stanie bojowym liczył około  850 żołnierzy. Choć zachowywał historyczną nazwę dragonów, nie miało to już związku z jego taktyką działania.

Pułk rozformowany został w 1918.

## Podporządkowanie
Lipiec 1914:
- 6 Korpus Armijny – Białystok[5]
  - 4 Dywizja Kawalerii – Białystok
    - 1 Brygada Kawalerii – Białystok
      - 4 pułk dragonów – Szczuczyn